# Czeremcha (gmina)

Logo gminy

Czeremcha – gmina wiejska w Polsce w województwie podlaskim, w powiecie hajnowskim. W latach 1975–1998 gmina administracyjnie należała do województwa białostockiego.
Siedziba gminy to Czeremcha.
Według danych z 30 czerwca 2004 gminę zamieszkiwało 3738 osób. Natomiast według danych z 31 grudnia 2019 roku gminę zamieszkiwało 3115 osób.

## Struktura powierzchni
Według danych z roku 2002 gmina Czeremcha ma obszar 96,73 km², w tym:
- użytki rolne: 48%
- użytki leśne: 43%

Gmina stanowi 5,96% powierzchni powiatu.

## Demografia
Dane z 30 lipca 2012r – liczba mieszkańców 3564 osób

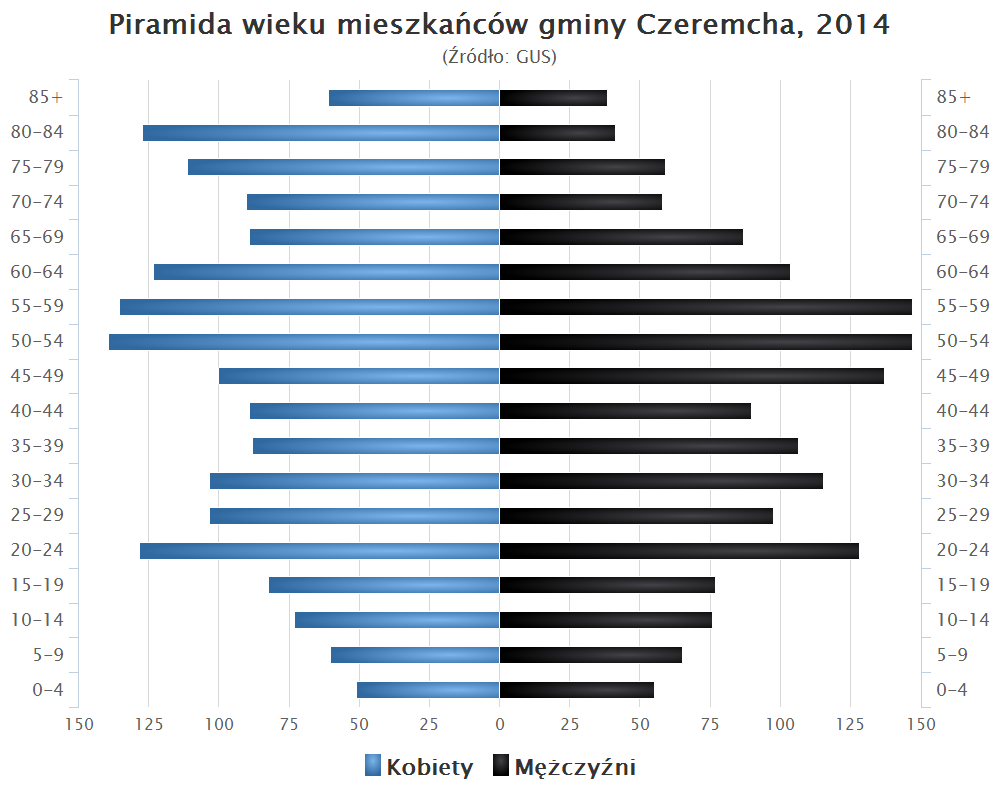
Piramida wieku mieszkańców gminy Czeremcha w 2014 roku

Dane z 30 czerwca 2004:
| Opis                              | Ogółem | Ogółem | Kobiety | Kobiety | Mężczyźni | Mężczyźni |
| --------------------------------- | ------ | ------ | ------- | ------- | --------- | --------- |
| jednostka                         | osób   | %      | osób    | %       | osób      | %         |
| populacja                         | 3738   | 100    | 1904    | 50,9    | 1834      | 49,1      |
| gęstość zaludnienia (mieszk./km²) | 38,6   | 38,6   | 19,7    | 19,7    | 19        | 19        |

## Sołectwa
Berezyszcze, Bobrówka, Czeremcha, Czeremcha-Wieś, Jancewicze, Kuzawa, Opaka Duża, Pohulanka, Połowce, Stawiszcze, Wólka Terechowska, Zubacze.

## Pozostałe miejscowości
Chlewiszcze, Derhawka, Gajki, Konik, Opalowanka, Osyp, Podorabie, Pożniki, Repiszcza, Sielakiewicz, Turowszczyzna.
Miejscowości zniesione: Borki, Piszczatka, Terechy

## Sąsiednie gminy
Kleszczele, Milejczyce, Nurzec-Stacja. Gmina sąsiaduje z Białorusią (sielsowiety Raśna i Wierzchowice rejonu kamienieckiego).